# Haliaeetus albicilla
L'aquila di mare o aquila di mare codabianca (Haliaeetus albicilla, Linnaeus, 1758) è un grande uccello rapace della famiglia degli Accipitridi, diffuso in Europa settentrionale, in Europa orientale e in Asia

## Descrizione
L'aquila di mare è tra i più grandi rapaci dell'Europa centrale, nell'ovest del Paleartico sono più grandi solo gli avvoltoi monaci (Aegypius monachus), i gipeti (Gypaetus barbatus) e i grifoni (fulvus).
Anche a grande distanza, le aquile dalla coda bianca sono generalmente riconoscibili per le loro dimensioni, il corpo dall'aspetto un po' spigoloso, molto forte e quasi muscoloso, il collo molto forte e lungo, le grandi zanne e le zampe forti. Il piumaggio delle aquile adulte dalla coda bianca è prevalentemente marrone. La testa, il collo, la parte superiore del torace e la parte superiore della schiena sono alleggeriti in ocra-giallastro. La protuberanza bianca è corta e a forma di cuneo. Rispetto ad altri rapaci, le zanne sono molto grandi e forti e, come la pelle cerosa, di colore giallo chiaro. Anche l'iride degli occhi è di colore giallo chiaro. A differenza dell'aquila reale (Aquila chrysaetos), le zampe non sono piumate fino alle dita dei piedi.
In volo, le aquile di mare dell'Europa centrale non si confondono. Oltre alle notevoli dimensioni, il collo ampiamente allungato, lungo e forte e le ali larghe a forma di tavola tenute orizzontalmente in volo planato sono buone caratteristiche distintive. Ad altitudini più elevate, l'articolazione bianca è spesso poco visibile e il modello di volo è quindi spesso descritto come una "tavola da ponteggio volante". In volo attivo, le enormi ali vengono frantumate molto verso il basso e verso l'alto.

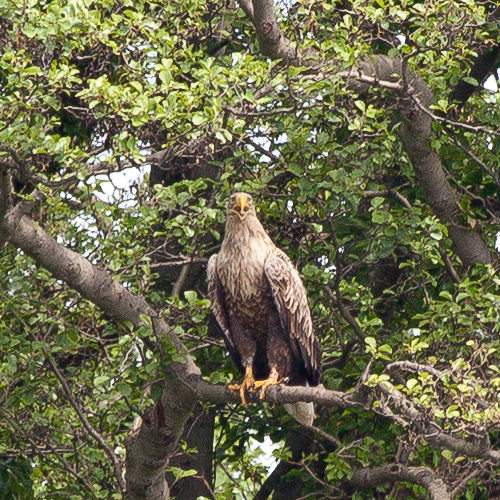
Aquila di mare dalla coda bianca seduta

Le giovani aquile dalla coda bianca sono di colore marrone scuro, le zanne e la pelle cerosa sono grigio scuro. Ad ogni muta diventano più simili agli animali adulti, all'età di cinque anni mostrano il piumaggio adulto completo. Le aquile dalla coda bianca sono talvolta confuse con le giovani aquile reali a causa della banda di spinta scura spesso ben sviluppata. Tuttavia, le specie sono facili da distinguere a causa delle proporzioni corporee molto diverse e della mancanza di campi alari luminosi nelle aquile dalla coda bianca.
Le aquile dalla coda bianca raggiungono una lunghezza del corpo compresa tra 74 e 92 centimetri e un'apertura alare compresa tra 193 e 244 centimetri. Con un peso da 3,7 a 6,9 chilogrammi e una lunghezza delle ali da 621 a 717 millimetri, le femmine sono in media significativamente più grandi e più pesanti dei maschi con 3,1-5,4 chilogrammi e una lunghezza delle ali da 552 a 652 millimetri.
Oggi non sono descritte sottospecie per l'aquila dalla coda bianca. In passato, le aquile di mare della Groenlandia erano separate dalla forma nominale come sottospecie separata, ma oggi questa separazione non è più mantenuta. Studi genetici hanno confermato la relazione relativamente stretta tra le aquile di mare groenlandesi e le aquile di mare dell'Europa occidentale. La popolazione della Groenlandia risale probabilmente ad una colonizzazione da parte delle aquile di mare europee dopo il riscaldamento globale a partire dall'ultima era glaciale. Tuttavia, le aquile dalla coda bianca in Islanda e Groenlandia non sembrano essere collegate alle aquile dalla coda bianca europee dal flusso genico oggi.
Nell'aspetto, nel comportamento e nell'ecologia, l'aquila dalla coda bianca è molto simile all'aquila calva americana. Alcuni autori quindi combinano queste due specie in un'unica superspecie.

## Vocalizzazioni
Il "canto" di corteggiamento dell'aquila dalla coda bianca è una serie di richiami relativamente alti e un po' rauchi, spesso espressi in duetti, come "klü, klü, klü, klü, klü" o "rick, rick rick", che diventa più alto verso la fine. La testa è lanciata verso l'alto. La serie di richiami assomiglia a quello del picchio nero a una distanza maggiore. Il richiamo viene emesso quasi solo vicino al nido e lì principalmente all'alba e al tramonto. In caso di disturbi al nido, gli uccelli adulti chiamano "ak, ak, ak, ak, ak", lo stesso richiamo viene emesso dai giovani uccelli nel nido quando si avvicinano.

## Distribuzione e habitat

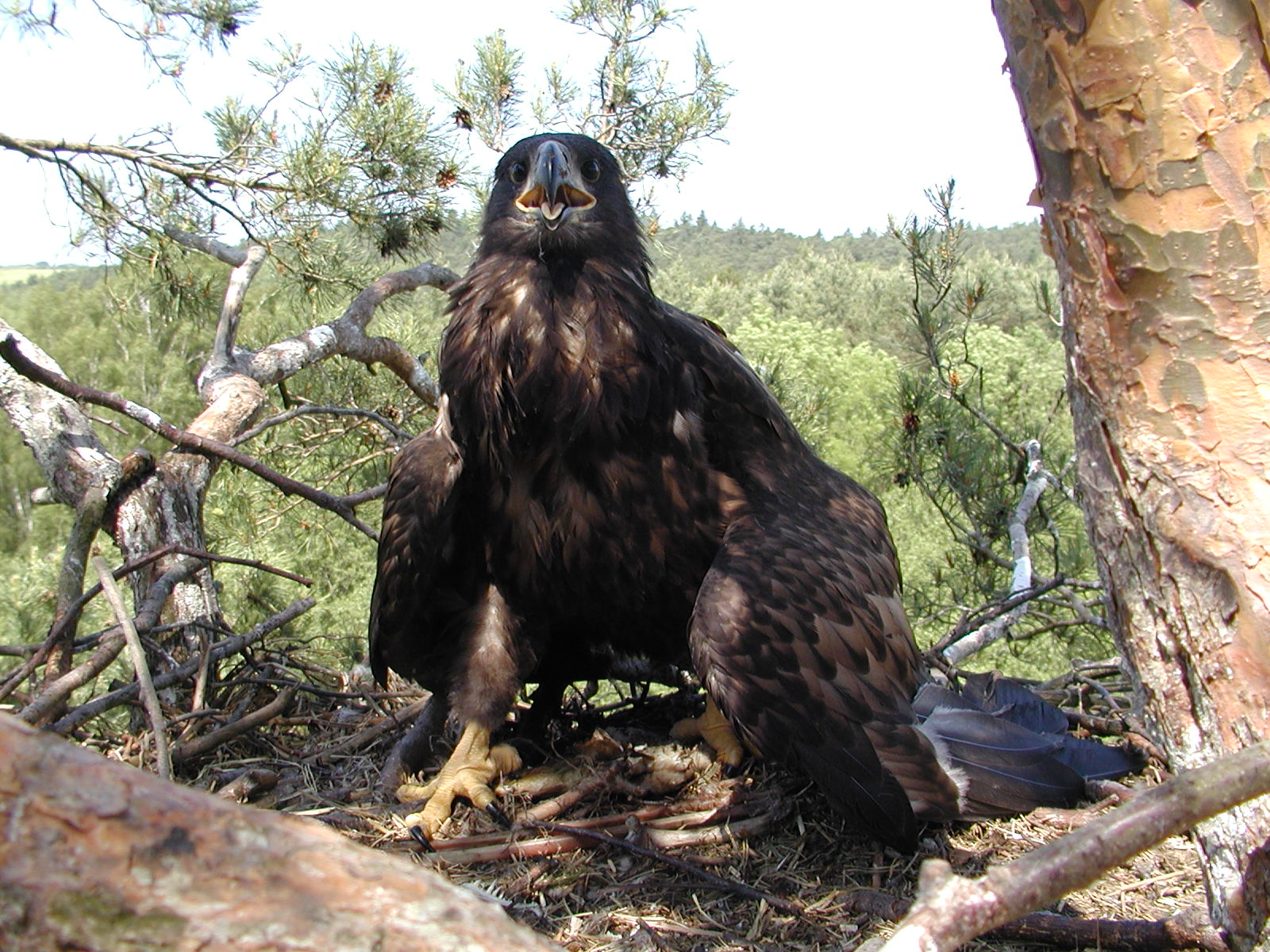
Giovane aquila dalla coda bianca di circa 60 giorni sul nido

La distribuzione dell'aquila di mare si estende in un'ampia striscia sulle zone temperate, boreali e artiche dell'Europa e dell'Asia, dall'Islanda all'Irlanda fino alla Kamchatka e al Giappone. Inoltre, la Groenlandia è popolata da questa specie. In Europa, l'area di nidificazione si estende in direzione nord-sud dalla punta settentrionale della Norvegia al nord della Grecia. In Asia centrale, il limite settentrionale segue il confine settentrionale della taiga, a sud il limite di distribuzione è in Israele, Turchia, Iraq, Iran e Kazakistan.
L'aquila di mare è legata a grandi specchi d'acqua, cioè coste, grandi laghi e fiumi. Nell'interno dell'Europa centrale, le aquile di mare sono principalmente abitanti dei "paesaggi foresta-lacustri". In Germania, le densità di insediamento più elevate si raggiungono nell'area del Müritz nel Meclemburgo-Pomerania Anteriore e nell'Alta Lusazia in Sassonia.

## Biologia

### Alimentazione

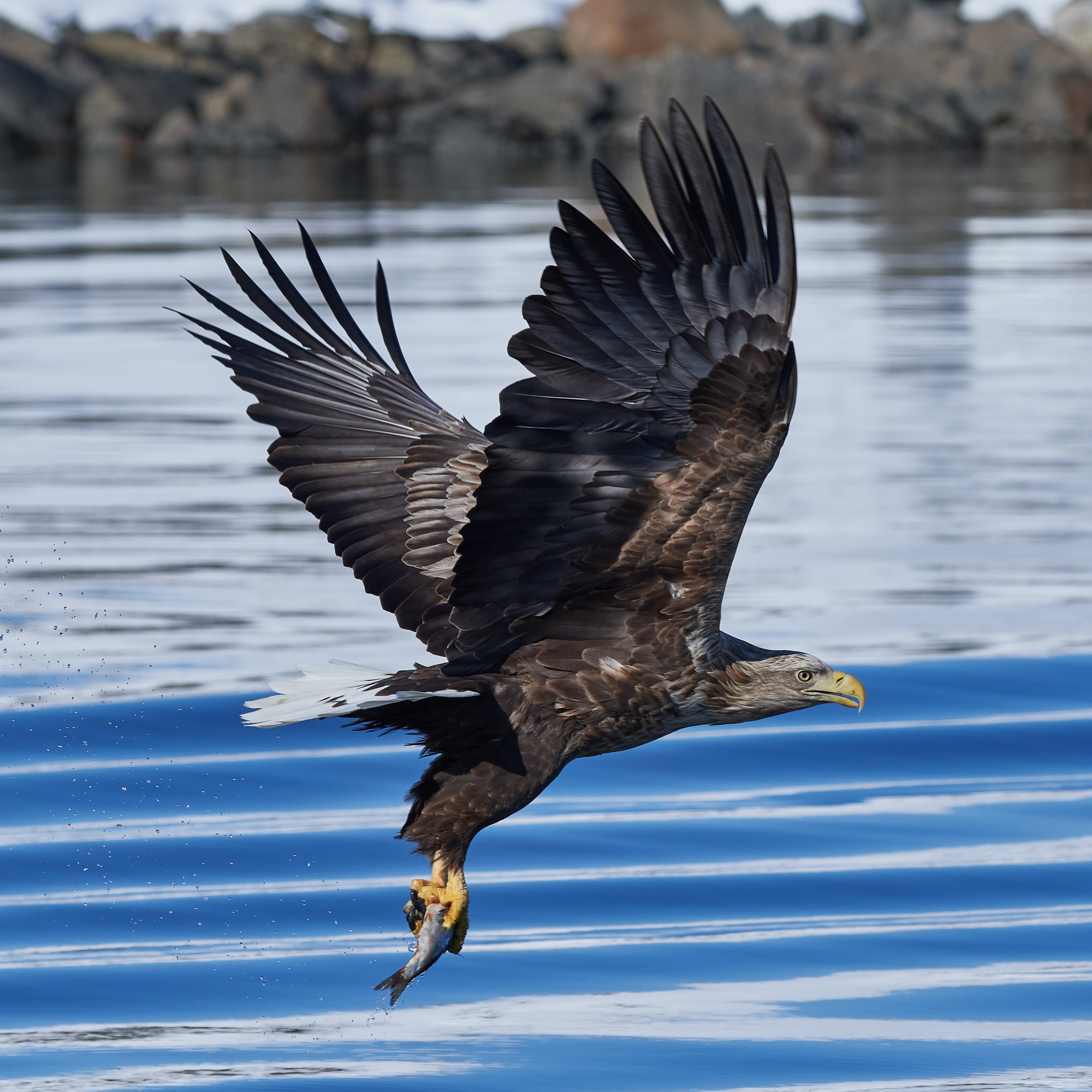
Aquila di mare con pesce a Raftsund, Lofoten/Norvegia

Si ciba di pesci, di mammiferi e rettili di varie dimensioni, vola bassa sulle acque per catturare il pesce in superficie, talora si tuffa parzialmente.
Durante la stagione riproduttiva, l'aquila dalla coda bianca si nutre principalmente di pesci e uccelli acquatici, anche le carogne sono popolari, i mammiferi viventi di solito svolgono solo un ruolo subordinato. Le specie più comuni nel rispettivo habitat di solito dominano anche lo spettro alimentare dell'aquila dalla coda bianca.
Nello Schleswig-Holstein, i pesci costituiscono il 73% e gli uccelli acquatici il 24% delle prede. Il restante 3% sono mammiferi, in particolare conigli e lepri. Tra i pesci, il piombo con il 24 %, la carpa con il 23 % e la carpa indeterminata (Cyprinidae) con il 29 % sono dominanti. Gli uccelli acquatici più comunemente catturati sono la folaga (56%), l'oca selvatica (10%) e il germano reale (6%).
Nei mesi invernali, la percentuale di uccelli acquatici aumenta considerevolmente e rappresenta circa l'80% delle prede nell'interno dell'Europa centrale. Soprattutto in inverno, anche le carogne svolgono un ruolo importante.
Il pesce preda delle aquile dalla coda bianca che vivono sulla costa finlandese del Mar Baltico è costituito principalmente da lucci e aland durante la stagione riproduttiva, tra gli uccelli qui dominano l'edredone e vari smerghi (Mergus sp.), anche se le proporzioni variano molto da regione a regione. Sulle isole Åland, nel sud-ovest della Finlandia, gli edredoni erano le prede più comuni con il 19,4%, seguiti dal luccio (15,5%), dalle varie seghe (11,1%), dall'aland (6,4%) e dalla moretta dal ciuffo (4,4%). Nelle vicinanze della città di Vaasa, sulla costa occidentale della Finlandia, il luccio ha dominato la lista delle prede con il 31,7%, seguito da parula (10,7%), edredone (10,5%) e moretta dal ciuffo (8,7%).

### Volo
Dispiega volo tardo e poco agile, con lente battute d'ala.

## Acquisizione del bottino

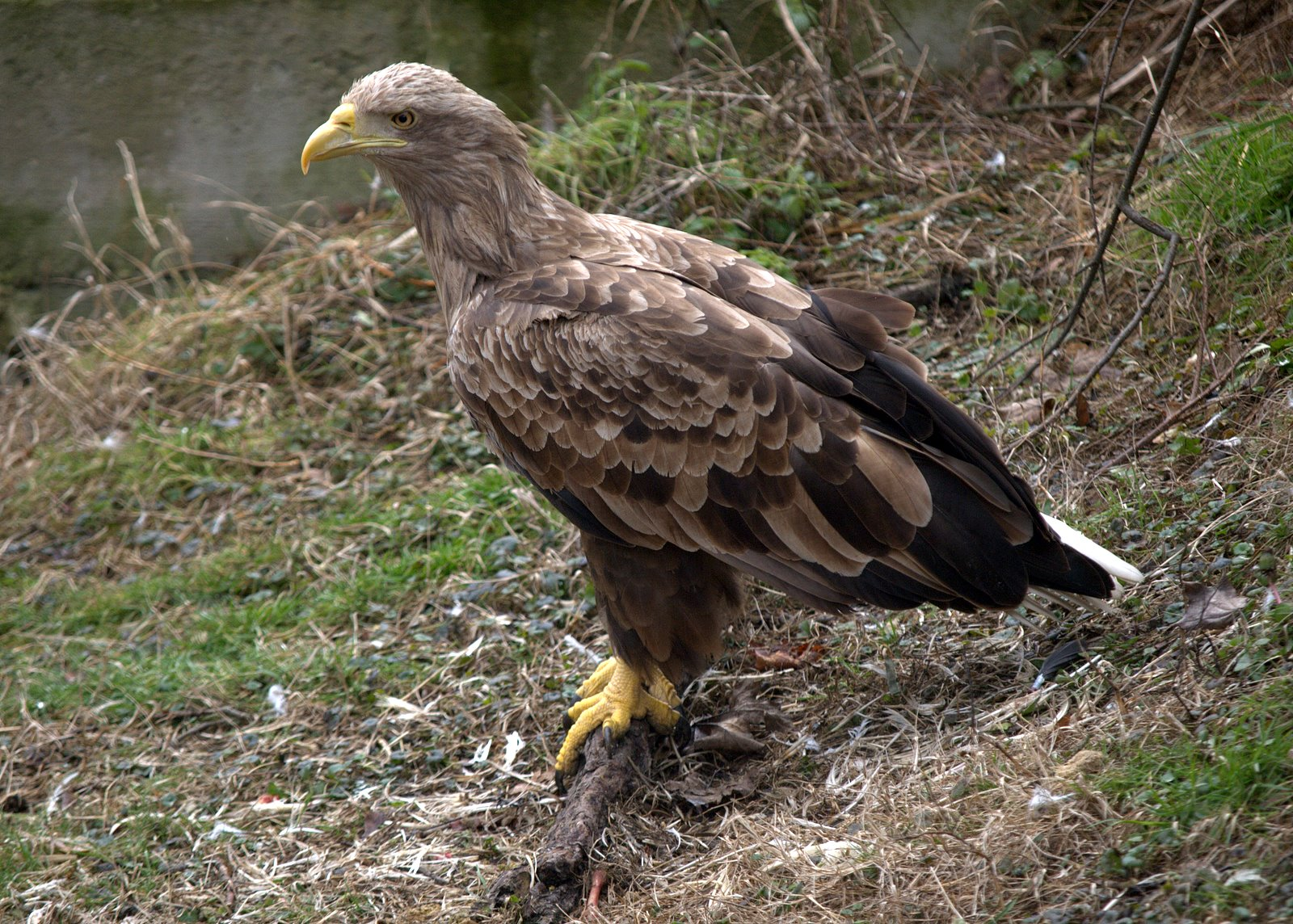
Aquila di mare in cattività

I metodi utilizzati dall'aquila di mare dalla coda bianca per acquisire le prede sono molto diversi. Le aquile di mare preferiscono usare posatoi a bassa perturbazione per cercare cibo negli specchi d'acqua, da cui aspettano per ore l'opportunità di acquisire prede. Il "metodo di caccia" più semplice consiste nel raccogliere pesci mezzi morti o morti dalla superficie dell'acqua. Proprio come i pesci vivi, vengono afferrati fuori dall'acqua dall'aquila che vola bassa sopra l'acqua. I pesci di grandi dimensioni che pesano più di 2 chilogrammi vengono afferrati e tenuti in acqua vicino alla riva. In acque più profonde, l'aquila può sdraiarsi sull'acqua per alcuni minuti con le ali spiegate. Quando il pesce ha combattuto stancamente, l'aquila nuota a riva con la sua preda.

## Distribuzione e habitat
area di riproduzione
     area di migrazione invernale
     area dove è stanziale durante l'anno

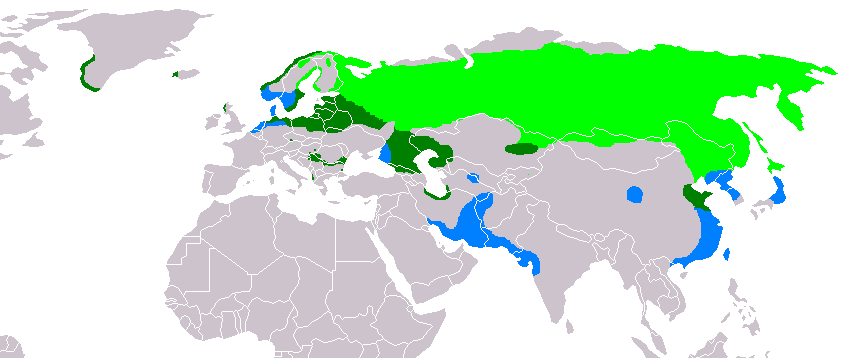
Areale
area di riproduzione
area di migrazione invernale
area dove è stanziale durante l'anno

Una specie diffusa in Europa settentrionale, soprattutto in Norvegia e Russia, ove è presente oltre le metà dell'intera popolazione europea, ma anche in Groenlandia, Danimarca, Svezia, Polonia e Germania. Piccole popolazioni sono segnalate anche in Islanda, Gran Bretagna, Finlandia, Estonia, Lettonia, Lituania, Austria, Repubblica Ceca, Slovacchia, Slovenia, Croazia, Bulgaria, Romania, Ungheria, Moldavia e Grecia; il suo areale si estende in Asia, attraverso la Turchia e il Medio Oriente sino alla Mongolia, la Cina e il Giappone. In Italia si riproduceva in Sardegna, dove si è estinta come nidificante nel 1956. Tra il 2020 e l'inizio del 2023 è stata avvistata nidificare nelle lagune Veneziane ed a cacciare nei fiumi della bassa Veronese. 

## Riproduzione

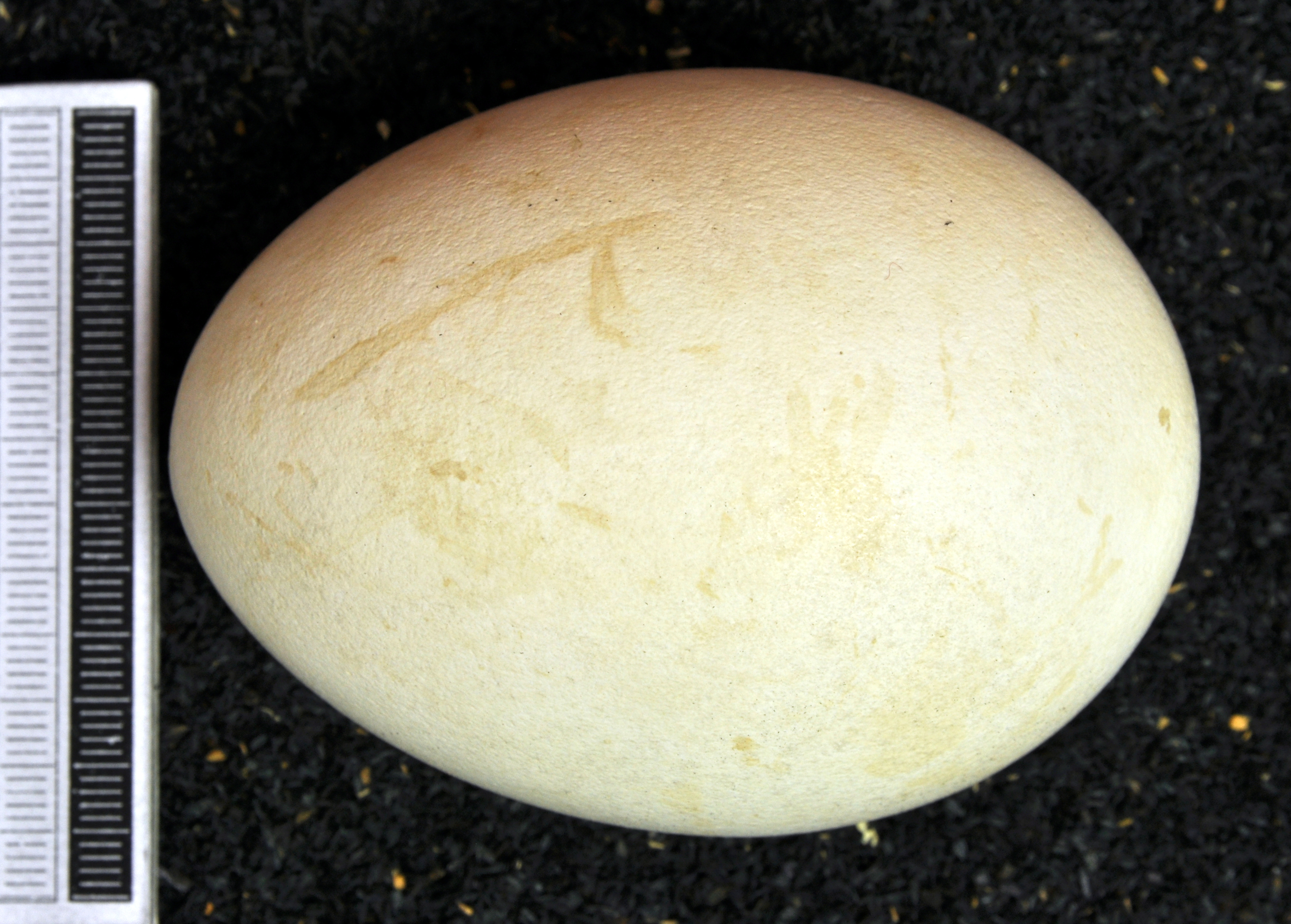
Ei, Museo della Collezione di Wiesbaden

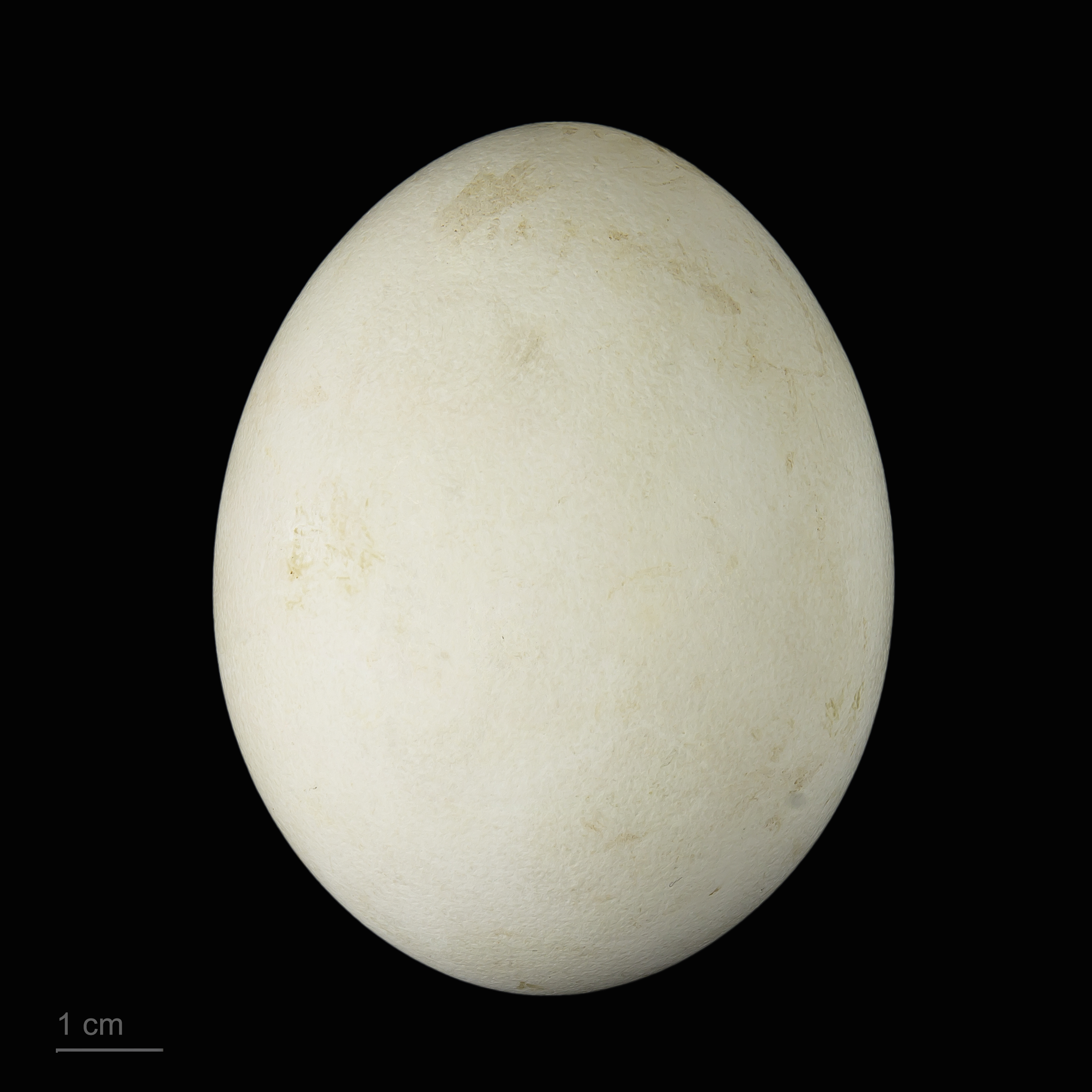
Haliaeetus albicilla

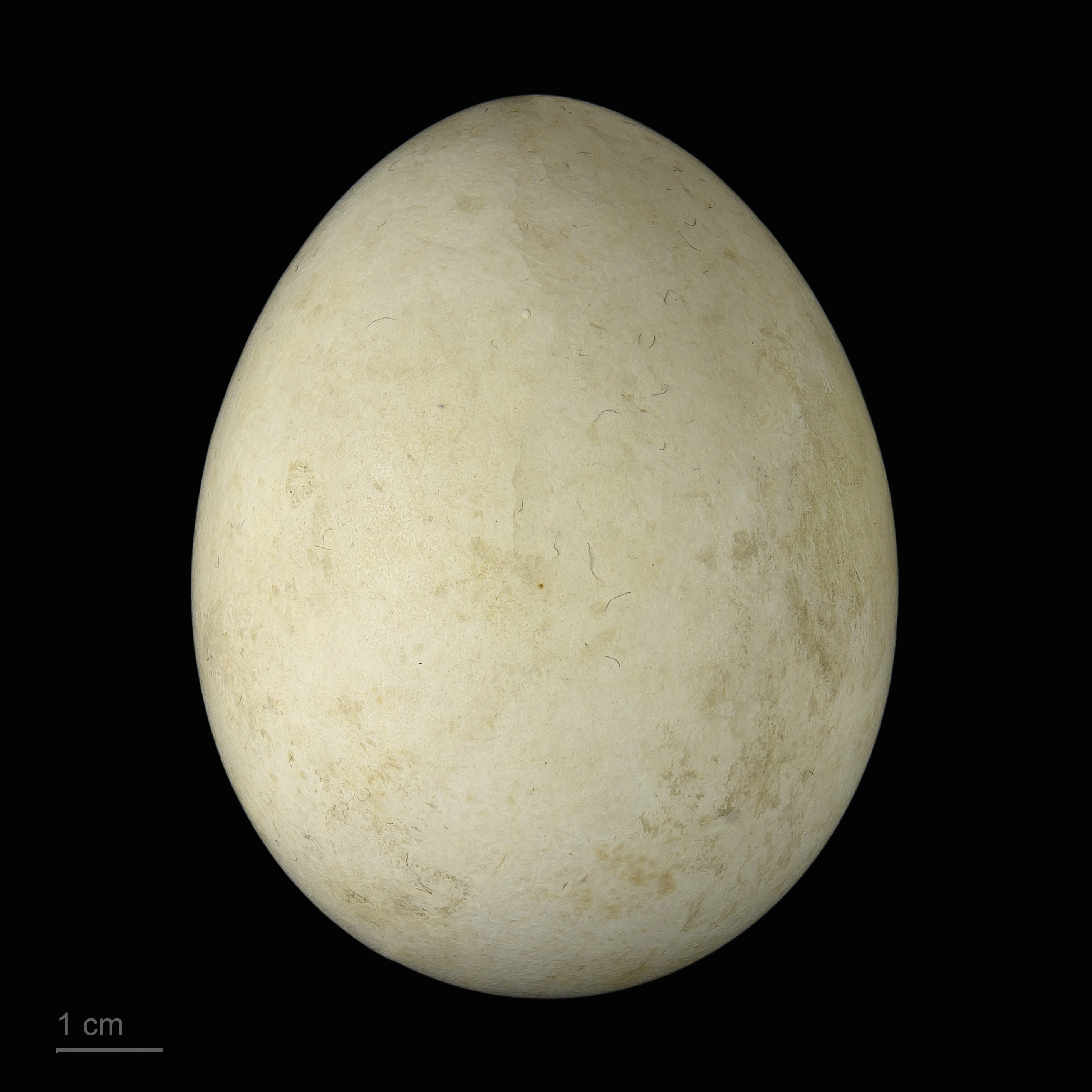
Haliaeetus albicilla groenlandicus

Le aquile dalla coda bianca costruiscono nidi di rami molto grandi. La cavità del nido è rivestita di erba e muschio. Nell'Europa centrale per la nidificazione vengono utilizzati alberi secolari, nel nord della Germania principalmente faggi ramati, nella Germania orientale oltre al faggio europeo principalmente pini silvestri. I nuovi nidi hanno un diametro da circa 1,2 a 1,5 metri e un'altezza da 50 a 80 centimetri, i vecchi nidi che sono stati utilizzati per decenni possono raggiungere un diametro di due metri, un'altezza da tre a cinque metri e un peso di 600 chilogrammi. Sulle coste del nord Europa, ad esempio in Norvegia, molte aquile di mare si riproducono sulle pareti rocciose, su isole remote e prive di alberi anche a terra. Molti territori hanno uno o più nidi intercambiabili, che vengono spesso utilizzati alternativamente per decenni.
Nell'Europa centrale, la riproduzione inizia tra metà febbraio e metà marzo. La covata è composta da una a tre uova bianche, il periodo di incubazione è di circa 38 giorni. I giovani uccelli raggiungono lo stadio di ramo dopo circa 75 giorni e dopo 80-90 giorni possono volare per brevi distanze.

## Conservazione
È specie rara, in diminuzione, che esige protezione assoluta. La popolazione mediterranea è quasi estinta. È specie particolarmente protetta ai sensi della legge 157/92. La sua conservazione è insidiata da molte cause avverse, tra cui bracconaggio, cattura dei nidiacei, azione degli insetticidi, bocconi avvelenati, ma soprattutto dalla perdita di coste marine selvagge, oggi occupate da numerosi villaggi turistici, dalla distruzione di boschi, paludi, foci dei fiumi e dalla contaminazione delle acque interne.